# Полунина, Алёна Евгеньевна
Алёна Евгеньевна Полунина (31 декабря 1975, Туапсе) — российский режиссёр документального кино.

## Биография
В 2004 году окончила Высшие курсы сценаристов и режиссёров (мастерская документального кино А. Н. Герасимова).

## Фильмография
- 2004 — Да, смерть
- 2005 — Один из случаев птичьего гриппа
- 2005 — Мальчик и Девочка
- 2005 — 5-я остановка
- 2005 — Женщины
- 2006 — Святое место
- 2007 — Фестиваль
- 2007 — Женщины сверху
- 2008 — Революция, которой не было
- 2012 — Непал форева
- 2014 — Варя
- 2018 — Своя республика
- 2024 — Среди мертвых, среди живых

## Цитаты
- «Вообще, очень хочется снять фильм, на просмотре которого ползала выйдет от возмущения. До этого надо, конечно, дорасти. Я не про эпатаж, я против тупого эпатажа, я за безжалостность Зайдля. Знаешь, я очень не люблю, когда зрителя щадят, мне это кажется фальшью. Может, я неправа, может, буду думать через какое-то время иначе. Но если буду думать иначе, то ты меня, пожалуйста, придуши»[3].

- «Просто я ленивый расслабленный фаталист. И, честно говоря, мне не чуждо благородство. Ха-ха. Оплевать государство в связи с чьим-то трусливым „как бы чего не вышло“ — это я про чиновников — мне кажется безвкусным преувеличением. Скорее, это просто забавный казус, хотя он, конечно, отражает какие-то более системные вещи. А пиаром фильма активно занимается Минкульт — ровно с того момента, как прислал нам письмо про „освещение экстремизма“»[4].

## Призы и награды
- 2004 — Спецприз имени Романа Кармена, фестиваль неигрового кино «Россия», Екатеринбург (фильм «Да, смерть»)
- 2004 — Тройка финалистов Национальной премии Лавр в номинации «Лучший дебют» (фильм «Да, смерть»)
- 2004 — Спецприз имени Лени Рифеншталь, фестиваль любительского кино «Стык», (фильм «Да, смерть»)
- 2005 — Приз «За лучший фильм», фестиваль студенческих фильмов ВКСР «Посвящение» (фильм «Один из случаев птичьего гриппа»)
- 2005 — Диплом жюри «За лучший фильм», фестиваль студенческих фильмов ВКСР «Посвящение» (фильм «Один из случаев птичьего гриппа»)
- 2006 — Особое упоминание жюри, Фестиваль визуальных искусств и медиа в Лодзе, Польша (фильм «Святое место (Sacrum)»)
- 2007 — Спецприз жюри фестиваля Кинотеатр. DOC (фильм «Фестиваль»)
- 2007 — Гран-при фестиваля KIN-international, Армения (фильм «Фестиваль»)
- 2008 — Специальный приз жюри на 12-м МКФ документальных фильмов в Йиглаве, Чехия (фильм «Революция, которой не было»)
- 2008 — Специальный приз жюри на 51-м Международном Фестивале Документального кино и анимации в Лейпциге (программа Generation DOK), Германия (фильм «Революция, которой не было»)
- 2009 — Приз за лучший документальный фильм на 20-м кинофестивале в Триесте, Италия (фильм «Революция, которой не было»)
- 2009 — Приз The LIBRARY AWARD департамента литературы Министерства культуры Франции на 31-м фестивале Cinema du Reel, Франция (фильм «Революция, которой не было»)
- 2009 — Приз RED-VECTRACOM AWARD на 31-м фестивале Cinema du Reel, Франция (фильм «Революция, которой не было»)
- 2009 — Гран-При на VI Международном правозащитном кинофестивале Docudays.ua, Украина (фильм «Революция, которой не было»)
- 2009 — Спецприз жюри «За уникальное отображение политической действительности», фестиваль Кинотеатр. DOC, Россия (фильм «Революция, которой не было»)
- 2009 — Гран-при конкурса «Неформат», 18-й Открытый фестиваль стран СНГ и Балтии «Киношок», Россия (фильм «Революция, которой не было»)
- 2009 — Приз Гильдии Киноведов и Кинокритиков «Слон», 18-й Открытый фестиваль стран СНГ и Балтии «Киношок», Россия (фильм «Революция, которой не было»)
- 2009 — II-я премия Вильнюсского фестиваля документального кино (Балтийский конкурс), Литва (фильм «Революция, которой не было»)
- 2009 — Премия SIC Noticias «за лучшее документальное расследование», фестиваль DocLisboa, Португалия (фильм «Революция, которой не было»)
- 2009 — Приз «За лучшую режиссуру документального фильма», кинофестиваль «Лістопад», Белоруссия (фильм «Революция, которой не было»)
- 2009 — Премия кинокритики и кинопрессы «Белый слон» «За лучший документальный фильм», Россия (фильм «Революция, которой не было»)
- 2009 — Национальная премия «Лавровая ветвь» в номинации «Лучший авторский неигровой фильм (АРТ фильм) на кинопленке или видео» (совместно с «Глубинкой 35х45»), Россия (фильм «Революция, которой не было»)[3].
- 2013 — Гран-При конкурса CINEMAXXI, Римский кинофестиваль (фильм «Непал форева»)
- 2014 — Специальное упоминание жюри, Festival International de Cine Unam, Мехико (фильм «Непал форева»)
- 2014 — Специальное упоминание жюри национального конкурса «Российская Флаэртиана», Пермь (фильм «Непал форева»)
- 2014 — Специальный приз жюри документального кино, Festival des films de Russie et d’ailleurs KINO, Женева (фильм «Непал форева»)
- 2015 — Грани-При конкурса среднего метра кинофестиваля 2ANNAS, Литва (фильм «Варя»)
- 2018 — «Лучшая режиссура» на кинофестивале «Движение», Омск (фильм «Своя республика»)
- 2019 — Первый приз в Национальном конкурсе на кинофестивале «Победили вместе», Севастополь (фильм «Своя республика»)
- 2019 — «Лучший оператор» на кинофестивале «Саратовские страдания» (фильм «Своя республика»)
- 2019 — Гран При документального конкурса на кинофестивале «Окно в Европу» (фильм «Своя республика»)
- 2019 — Специальное упоминание жюри «За точно найденный стиль изображения» на кинофестивале «Флаэртиана» (фильм «Своя республика»)